# Marietta Uhden
Marietta Uhden (5. června 1968 Mnichov - 24. listopadu 2014) byla německá reprezentantka ve sportovním lezení. Mistryně Německa a vítězka Německého poháru v lezení na obtížnost.

## Výkony a ocenění
V roce 1995 vydal Heinz Zak knihu Rock Stars, kde je mezi nejlepšími skalními lezci světa mezi deseti německými lezci.
- několikanásobná nominace na prestižní mezinárodní závody Rock Mster v italském Arcu
- 2004: nominace na Světové hry ve sportovním lezení 2005 v německém Duisburgu, kde získala bronz

### Závodní výsledky
| Světové hry | Světové hry |
| Rok         | 2005        |
| ----------- | ----------- |
| Obtížnost   | 3           |

| Arco Rock Master | Arco Rock Master | Arco Rock Master | Arco Rock Master | Arco Rock Master | Arco Rock Master | Arco Rock Master | Arco Rock Master | Arco Rock Master | Arco Rock Master | Arco Rock Master |
| Rok              | 1993             | 1994             | 1995             | 1996             | 1997             | 1999             | 2000             | 2001             | 2002             | 2005             |
| ---------------- | ---------------- | ---------------- | ---------------- | ---------------- | ---------------- | ---------------- | ---------------- | ---------------- | ---------------- | ---------------- |
| Obtížnost        | 5                | 8                | 6                | 5-6              | 7                | 5                | 4                | 3                | 11               | 6                |

| Mistrovství světa | Mistrovství světa | Mistrovství světa | Mistrovství světa | Mistrovství světa | Mistrovství světa | Mistrovství světa | Mistrovství světa |
| Rok               | 1991              | 1993              | 1995              | 1997              | 1999              | 2001              | 2005              |
| ----------------- | ----------------- | ----------------- | ----------------- | ----------------- | ----------------- | ----------------- | ----------------- |
| Obtížnost         | 21                | 17-21             | 6                 | 3                 | 4                 | 7                 | 11-20             |
| Rychlost          | —                 | —                 | —                 | 22-23             | —                 | —                 | —                 |

| Mistrovství Evropy | Mistrovství Evropy | Mistrovství Evropy | Mistrovství Evropy | Mistrovství Evropy |
| Rok                | 1992               | 1996               | 1998               | 2000               |
| ------------------ | ------------------ | ------------------ | ------------------ | ------------------ |
| Obtížnost          | 13                 | 14                 | 7                  | 3                  |